# Callicebus urubambensis
El tití marrón del río Urubamba, localmente denominado mono tocón (Callicebus urubambensis) es un primate platirrino de la familia de los pitécidos e integrante del género Callicebus. Habita acotadamente en selvas amazónicas del centro-oeste de Sudamérica.

## Distribución y hábitat
Esta especie es endémica de una pequeña región de la cuenca del Amazonas del centro del Perú. Habita en selvas de baja altitud en una lonja de territorio que se corresponde con el interfluvio demarcado, en parte, por tramos de los ríos Camisea, Tambo, Inuya, Sepahua, Manu y el alto río Madre de Dios.

## Taxonomía
Esta especie fue descrita originalmente en el año 2015 por los zoólogos Jan Vermeer y Julio C. Tello-Alvarado.
Holotipo
El holotipo designado es el catalogado como: MUSM 42398; consta de la piel y el cráneo de un macho adulto, obtenido el 29 de noviembre de 2013 de un cazador por Jan Vermeer y Julio C. Tello (“Proyecto Mono Tocón”) y depositado en el Museo de Historia Natural de la Universidad Nacional Mayor de San Marcos, de la ciudad de Lima. Pertenece al grupo de especies “C. moloch”. 
Paratipos
Los paratipos son dos:
- MUSM 15911. Consta de la piel (faltan los antebrazos), cráneo y esqueleto completo de una hembra nulípara, colectada el 12 de septiembre de 1999, por B. D. Patterson en la quebrada Aguas Calientes (12°40'50" S 71°16'80"W), margen izquierda del alto río Madre de Dios, 2,75 km al este de Shintuya. Se encuentra depositada en el Museo de Historia Natural de la Universidad Nacional Mayor de San Marcos, de Lima.
- MUSM 15912. Se trata de la piel, el cráneo y el esqueleto completo de un  macho subadulto, colectado el 12 de septiembre de 1999, por S. Solari en la quebrada Aguas Calientes (12°40'50"S 71°16'80"W), margen izquierda del alto río Madre de Dios, 2,75 km al este de Shintuya. Se encuentra depositado en el Museo de Historia Natural de la Universidad Nacional Mayor de San Marcos, de Lima.[1]

Localidad tipo
La localidad tipo referida es: “cerca de la Colonia Penal del Sepa, en la margen derecha del río Sepa, afluente occidental del río Urubamba (10°48'50"S 73°17'80"W, a una altitud de 280 msnm), Perú”.
Etimología
Etimológicamente, el término específico urubambensis es un topónimo que refiere al lugar de colecta del ejemplar tipo, el río Urubamba.

## Características diagnósticas
Sus poblaciones antes de ser descrita la especie, eran asignadas a la muy similar C. brunneus, de la cual es posible diferenciarla por sus características externas. 
El patrón cromático general del pelaje de C. urubambensis en la zona dorsal y lateral del cuerpo, incluyendo los brazos, las piernas y la corona, es de color marrón-agutí. Los pies, manos y la cara interna de los antebrazos son de color negro; las rodillas contrastan con el resto de la pierna al ser más oscuras, con un tono negruzco. La frente posee una banda de color negro azabache que se extiende hasta detrás de las orejas, cubriéndolas también a estas así como a los largos pelos internos. Los pelos de las mejillas son de color marrón-agutí con largas puntas negras. La barbilla es marrón-agutí. La piel del rostro es negra. Las pupilas son negras y el iris es de color marrón claro. La mitad basal de la cola es casi negra, mezclada con algunos pelos marrón-agutí, haciéndose más clara hacia el final, terminando en una punta de color grisáceo.